# Милован Јанковић
Милован Т. Јанковић (Влашка, 1. новембар 1828 — Београд, 20. октобар 1899) био је српски професор и политичар. Јанковић је предавао економију и био је министар финансија Србије.

## Биографија
Рођен је у Влашкој код Београда 1828, а умро је 1899. у Београду. Студирао је филозофију и политичке науке у Немачкој. Један је од оснивача Либералне странке.
Изабран је у Београду 16. новембра 1858. године за народног посланика. Био је до тада секретар Министарства финансија Кнежевине Србије. Имао је важну улогу на Светоандрејској скупштини, приликом династијске промене. Он је тада био главни секретар скупштински.
Затваран је и живео у емиграцији (од 1864. у Швајцарској) у време кнеза Михаила. У време атентата 1868. године у Топчидеру налазио се у Новом Саду са Владимиром Јовановићем. Био је професор Велике школе, министар финансија, директор Управе фондова и председник Главне контроле (1885). Није писао веће радове, осим песама, посланица и брошура. Најпознатије дело му је епски спев Српски цар Стјепане.
Један је од оснивача Дружине младежи српске. Њен велики пријатељ и помагач. Пред оснивање Уједињене омладине српске објавио је брошуру са насловом: Шта је чије?. Постао је редован члан Друштва српске словесности у Београду, 2. јануара 1855. године.